# Tabor (Wehranlage)
Unter Tabor wird heute im Allgemeinen eine spätmittelalterliche oder frühneuzeitliche Wehranlage verstanden, die häufig um Kirchen errichtet wurde. Bei der Bezeichnung handelt es sich um ein kriegstechnisches Lehnwort, das in der Hussitenzeit in den deutschen Sprachschatz gelangt ist.
Ursprünglich nannten die Mitglieder des radikalen und militanten Flügels der Hussiten nach dem Vorbild des biblischen Bergs Tabor einen Ort unter freiem Himmel, an dem sie sich versammelten, um das Abendmahl „sub utraque“ einzunehmen, Tabor und wurden deshalb Taboriten genannt. So kam auch die Stadt Tábor in Tschechien zu ihrem Namen. Schließlich wurden bald auch die Feldlager und Wagenburgen der Hussiten so bezeichnet, und in dieser Bedeutung wurde das Wort auch von den Feinden der Hussiten übernommen. In der tschechischen Sprache wird tábor heute allgemein für Lager, ob Feld-, Zelt-, Ferien- oder Sommerlager, verwendet.
In den deutschsprachigen Quellen wurde die Bezeichnung „Taber“ bzw. „Teber“ fortan vor allem für Feldbefestigungen aus Erdwerk und mit Palisaden gebräuchlich.

## Ortsbezeichnung
In vielen Teilen Österreichs, vor allem im Norden und Osten, hat sich Tabor als topografische Bezeichnung bis heute erhalten, meist im Zusammenhang mit einer Befestigung. Zum Teil handelt es sich dabei auch um jene Gebiete, die während der Hussitenkriege schwer in Mitleidenschaft gezogen wurden. In Wien erinnern die Taborstraße und die Bezeichnung Am Tabor noch daran, dass die Stadt in der ersten Hälfte des 15. Jahrhunderts einen Tabor in der Nähe der Donauübergänge anlegen ließ. Im Burgenland und in der Steiermark existieren heute noch Wehrkirchen und sonstige Wehrbauten, die lange als Taborkirche, Taborhöhle usw. bezeichnet wurden oder immer noch werden.
Beispiele sind:
- der Fehringer Tabor
- der Feldbacher Tabor
- der Tabor in Frohnleiten
- der Mannersdorfer Tabor in Mannersdorf an der Rabnitz
- die Taborkirche in Weiz
- die Taborwandhöhle bei Spital am Semmering (besser bekannt unter der Bezeichnung Räuberhöhle)